# 恐怖社区 (歌曲)
Disturbia是蕾哈娜於2008年6月17日發行的單曲，被收錄在她第三張專輯Good Girl Gone Bad: Reloaded中。Disturbia獲得第51屆葛萊美獎的最佳舞曲唱片獎。

## 外部連結
- KK Box 下載及試聽
- Xuite影音線上播放[]
- Youtube高畫質(720p)MV